# رقص تركي

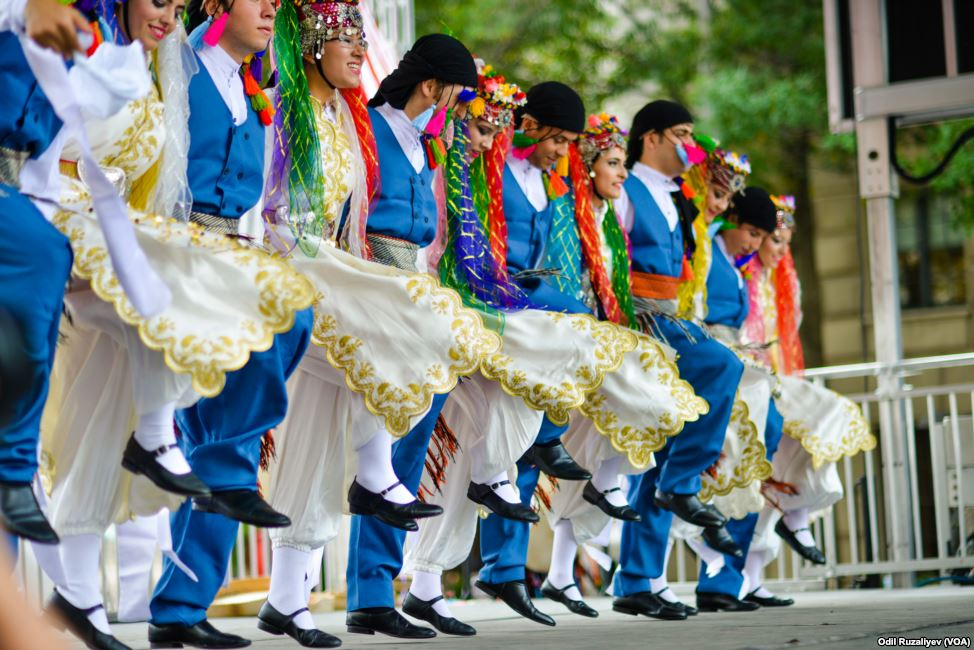
الرقص التركي الشعبي التقليدي.

يقصد بالرقص التركي الرقصات الشعبية المؤداة في تركيا، وهي مختلفة ومتنوعة الأشكال والأنماط ويعود هذا التنوع والتعدد إلى عدة عوامل، فقد أثر موقع تركيا الجغرافي الواصل بين البلدان الأوربية وبلدان الشرق الأوسط بالإضافة إلى حدود تركيا البحرية الثلاث في جعلها مركزا تجاريا هاما، مما ساهم في تعدد وتنوع ثقافاتها فبالإضافة إلى ثقافتها الأصلية فقد اكتسبت على مر العصور الكثير من الثقافات الأخرى التي كانت على احتكاك معها وقد انعكس ذلك في كثير من نواحي ثقافتها وكان الرقص من إحداها.

يسيطر على فلكلور الرقص التركي الأسلوب العثماني إلا أن الرقص عندهم له أشكال وأنواع متعددة، ولعل أهم الرقصات التركية هي الرقصات الشعبية التي يصطف فيها الناس على رتل واحد لتظهر هذه الرقصات مشابهة جدا لرقصات الدبكة في بلاد الشام مثلا.
و يمكن تقسيم الرقص التركي إلى ثلاثة مدارس أو أنماط بشكل رئيسي وذلك بحسب تأثر التقاليد بالثقافات الأخرى:
- النمط التركي - الأوربي ويسمى تراكيا وذلك في المناطق التركية المحاذية للبلدان الأوربية والتي تأثرت بالثقافة الأوربية.
- النمط التركي - المرمري ويسمى مار مارا وذلك في المناطق المطلة على بحر مرمرة.
- وثالثا نمط الكارادينيز وهو أسلوب الرقص المنتشر في وسط شمال تركيا على الخط الموازي للبحر الأسود بالإضافة إلى أغلب مناطق هضبة الأناضول.

## أنواع الرقص التركي

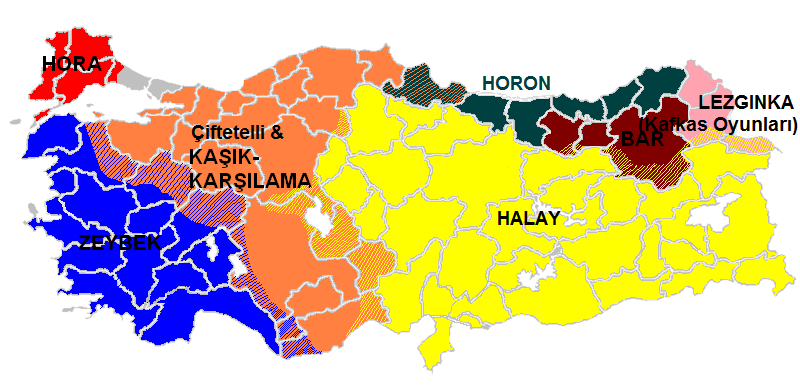
انواع الرقص واماكن تواجده

أنواع الرقص التركي والتصنيفات الفرعية للأنواع الرئيسية:
- هورا
- كاشيك
- هورون
- بار
- كافكاس
- رقصات زييبيك المتنوعة
  - رقصة زييبيك
  - رقصة تيكا
- رقصات هالاي
  - بوزكير هالاي
  - دوجو هالاي
  - تشوكوروفا هالاي

### البار
هذا النوع من الرقص "البار" يتم أداءه بشكل جماعي، حيث يصطف الراقصون جنبا إلى جنب بحيث تكون أيديهم موضوعة على أكتاف زملائهم وغالبا ما تؤدى في الهواء الطلق والفسحات الكبيرة.
رقص البار منتشر في المحافظات التركية الواقعة في الجزء الشرقي للأناضول وتختلف رقصات البار المخصصة للذكور عن رقصات البار المخصصة للإناث ولكن الأساس لكلا النوعين واحد، والأصل أن يترافق رقص البار مع العزف على آلتي الدافول والزورنا (الطبلة والمزمار) ولكن لاحقا تم إضافة آلة الكلارينيت للعزف المرافق لرقصات البار المخصصة للإناث، أما الميزورات الموسيقية المستخدمة في العزف لرقصات البار فهي عادة من قياس (5 لـ 8) و(9 لـ 8) وأحيانا وفي مناسبات خاصة يتم استخدام الميزورات من قياس (6 لـ 8) و(12 لـ 8).

### الهالاي
هي رقصة جماعية قديمة جداً وقد تناقلها معظم بلدان الشرق الأوسط وتغيرت في كل بلد حسب الثقافة الموثرة عليه اصل هذه الرقصة هي منطقة أرمينية ومناطق شمال العراق بالاصل هي رقصة أرمينية وتناقها الاكراد وأصبحت رقصة كوردية فلكلورية ثم تناقلها بعض الاتراك بحكم اختلاطهم بالاكراد في شرق وجنوب الشرق وللعلم فقط اصل معظم الرقصات الشعبية في الشرق الأوسط هو من أرمينيا وبعضها من بلاد فارس سابقاً

### الهورون
الهورون هي رقصة شعبية تؤدى بشكل جماعي، وهي الرقصة الشعبية لسكان ساحل البحر الأسود والمناطق الداخلية التابعة له، وتختلف رقصة الهورون كثيرا عن الرقصات الشعبية التركية في المناطق الأخرى. ويعود هذا الاختلاف إلى الميزور الموسيقي المستخدم في العزف المرافق لهذه الرقصة حيث أنه يتصف بالسرعة وقياسه عادة يكون من القياس (7 لـ 16) وهذا ما يجعل الألحان سريعة الإيقاع بحيث لا تستطيع أية آلة أن تعزفها، وعادة يرافق رقص الهورون آلة الطبلة بقياسها الصغير تسمى هذه الآلة كورا باللغة التركية. أما الميزورات الموسيقية الأخرى المستخدمة في العزف فهي من قياس (2 لـ 4) و(5 لـ 8) و(9 لـ 16).

### الزييبيك
زييبيك هي الرقصة الشعبية الأكثر انتشارا غرب الأناضول، ويمكن أدائها بشكل إفرادي أو ثنائي وأيضا جماعي، ولها عدة تسميات فهي تسمى مثلا سيمن في الأجزاء الوسطى من الأناضول، ويستخدم عادة مع رقصة الزييبيك الميزور الموسيقي من القياس (9 لـ 8) ويعتبر هذا القياس هو القياس الأساسي لهذا النوع من الموسيقى الشعبية ولكن يمكن أن يتم عزف ألحان رقصة الزييبيك بإيقاعات مختلفة تبدأ من البطيء جدا من القياس (9 لـ 2) (9 لـ 4) (9 لـ 8) وتنتهي بالسريع من القياس (9 لـ 16). تنتشر رقصة الزييبيك من النوع السريع (9 لـ 16) في منطقة بور دور- فيثيبه وفيها تسمى الرقصة برقصة التيكا والتي تعني العنزة أما الميزور الأكثر شهرة والذي هو من القياس (9 لـ 8) فيتم الرقص عليه في منطقة الزييبيك نفسها وتسمى الرقصة هناك البنكي. الآلات الموسيقية المرافقة للرقصة هي الطبلة والمزمار وأحيانا الباغلاما وعادة ما يتم استخدام طبلتين في العزف وذلك بحيث تتولى إحدى الطبلتين عزف الإيقاع الأساسي بينما تتولى الأخرى عزف الإيقاع المرافق، أما رقصة التيكا فهل تفضل استخدام القصبة بدلا من المزمار.

### كافكاس
الكافكاس هو نوع من أنواع الرقص الشعبي ولكن المتأثرة كثيرا بثقافة منطقة القوقاز ولذا فهذا النوع من الرقص هو الأقرب إلى أنواع الرقص القوقازي منه إلى التركي.